# Chimerella
A Chimerella (Centrolenidae) a kétéltűek (Amphibia) osztályába és  a békák (Anura) rendjébe és az üvegbékafélék (Centrolenidae) családjába tartozó nem. A nem nevét a mitológiai Khimaira szörnyalakról kapta.

## Elterjedésük
A nembe tartozó fajok Ecuadorban és Peruban honosak.

## Rendszerezés
A nembe az alábbi fajok tartoznak:
- Chimerella corleone Twomey, Delia & Castroviejo-Fisher, 2014
- Chimerella mariaelenae (Cisneros-Heredia & McDiarmid, 2006)